# 阿泰利
阿泰利（Ateli），是印度哈里亚纳邦Mahendragarh县的一个城镇。总人口5671（2001年）。

## 人口
该地2001年总人口5671人，其中男性3039人，女性2632人；0—6岁人口735人，其中男426人，女309人；识字率72.95%，其中男性为79.43%，女性为65.46%。